# لیدی لیک (فلوریدا)
لیدی لیک (به انگلیسی: Lady Lake) شهرکی در شهرستان لیک ایالت فلوریدا است که در سال ۱۸۸۳ بنیان‌گذاری شده‌است. این شهرک طبق سرشماری سال ۲۰۱۰ میلادی، ۱۳٬۹۲۶ نفر جمعیت داشته و مساحت آن نیز ۱۷٫۴ کیلومتر مربع است.